# NGC 4466
NGC 4466 هي مجرة حلزونية تبعد حوالي 50 مليون سنة ضوئية تقع في كوكبة العذراء. تم اكتشافه من قبل الفلكي بيندون ستوني في 26 فبراير 1851. وهي عضو في مجموعة العذراء.

## وصلات خارجية
- NGC 4466 على موقع ويكي سكاي: DSS2, SDSS, GALEX, IRAS, Hydrogen α, X-Ray, Astrophoto, Sky Map, Articles and images